# ベンガボーイズ
ベンガボーイズ (Vengaboys) はアムステルダムで主に活動する、ユーロダンスのポップ・ミュージック・グループ。

## 概要
2人のオランダ人プロデューサー、ウェッセル・ヴァン・ディーペンとデニス・ヴァン・デン・ドリーッセン（ダンスキ・アンド・デルムンド）のプロデュースによるものであり、1990年代後半に商業的な成功を収めた。イギリスでいずれもチャート1位になった「ブン・ブン・ブン・ブン!!」(en) と「イビサへいこう」(en)、アメリカで40位に入った「夏だ!ベンガだ!パーティだ!」(en) で最も知られている。
メンバーは、リード・ボーカルのキム・ササボネ、コーラスのデニセ・ポスト＝ヴァン・レイスウェイク、ロビン・ポルス、そして2005年の休止中にロイ・デン・ブルゲルと入れ替わったドニー・ラトゥペイリサで構成される。グループは全世界で推計1500万枚のセールスを記録し、21世紀初頭における最も影響力のあるユーロダンス・ポップ・グループの一つと言われている。2001年5月2日には、ワールド・ミュージック・アワードでその年のダンス・グループ部門を受賞した。

## 経歴

### 結成から商業的成功まで
2人のオランダ人プロデューサー、ダンスキ・アンド・デルムンドは夏季に無許可のビーチ・パーティを何度か開いて成功を収めていた。そして1997年にラハエル・カルペンテル、オリヴィア・オヴェリングトン、ロビン・ポルス、ロイ・デン・ブルゲルを集めてこのグループを結成させた。ベンガボーイズという名前は、ダンスキ・アンド・デルムンドがナカトミという別のプロジェクトのレコーディング・セッション中に思いついたものだった。
グループは何曲かを個別にレコーディングし、その一部はデビュー・アルバム『ザ・パーティ・アルバム!』(en) に先立ってシングルとしてリリースされた。ベネルクスで「パラダ・デ・テッタス」と「ブラジルへ!」を小ヒットさせた後、1998年11月には「アップ&ダウン」(en) がイギリスのチャート4位に入った。次の「夏だ!ベンガだ!パーティだ!」はアイルランドとイギリスでそれぞれ3位、ビルボードの Hot 100 で26位となった。
1999年6月、「ブン・ブン・ブン・ブン!!」がイギリス、ニュージーランド、オランダで初の1位を獲得した。「夏だ!ベンガだ!パーティだ!」は、シックス・フラッグスのアメリカにおける広告キャンペーン（初老の紳士がこの曲に合わせて踊り、町の人々を遊園地に連れてゆくというもの）で使われた。『ザ・パーティ・アルバム!』はイギリス、ドイツ、ベネルクス、スペイン、南アフリカ、タイ、ポーランド、オーストラリア、メキシコなど20ヶ国でチャート1位に上がった。
ティピカリー・トロピカルの1975年の No.1 ヒット「バルバドス」をアレンジし直した「イビサへいこう」も1999年9月にチャート1位になった。ベンガボーイズのデビュー LP は Billboard 200 で30週連続チャートインし、1999年11月にゴールドディスク（50万枚）となった。『ザ・パーティ・アルバム!』は『グレイテスト・ヒッツ!』と名前を変えて再リリースされ、新曲5曲が加わった。
『ザ・リミックス・アルバム』(en)は1999年にリリースされ、デビュー・アルバムの曲の新しいダンス・リミックス版が収められた。

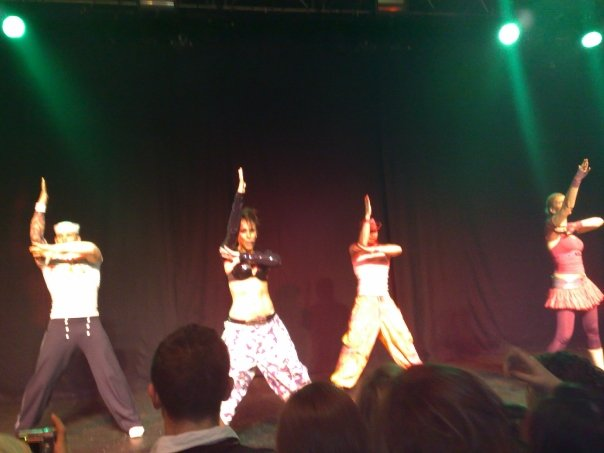
イングランド・プレストンのクラブ 53 Degrees で「イビサへいこう」を演じるベンガボーイズ

### 『プラチナ・アルバム』と活動休止
2枚目のアルバムをリリースする直前に、ロビン・ポルスがソロ活動をするため脱退し、代わりにイルカ調教師のヨリク・バッケルが加入した。『プラチナ・アルバム』(en) は2000年初めにリリースされ、これもまたヒットした。
さらにイギリスでトップ10になったものとしては、「キッス」(en)、「シャララ ララ」(en)、「ジャマイカのジョンおじさん」(en) があり、「キッス」はアイルランドでチャート1位になった。さらに次のシングル「チーカ・バウ・バウ」(en) のリリース時には 5 人目のメンバー、すなわちチーカという CG アニメーションのキャラクターが加わった。しかしシングル自体はそれ以前ほどの成功にはならなかった。2001年2月のシングル「フォーエヴァー・アズ・ワン 」(en) のリリース時には殆どプロモーションが行なわれず、イギリスでチャート 28 位と、最も振るわないシングルになった。このシングルリリース直後から、グループは数年にわたり解散状態になった。

### 再結成
2007年、彼らはクラブシーンに戻ってきた。ロイ・デン・ブルゲルの代わりにドニー・ラトゥペイリサ（別名マ・ドニー）が加入し、ロビン・ポルスが復帰した。最近ではイギリスとアイルランドの大学学生自治会のクラブをツアーして回り、特に9千人の観客を集めた UCD 2010 Ball が話題になった。
2008年から2009年にかけて、グループは小規模なツアーを続け、2008年には「パーティライフ」を含めた新版の噂、2009年には昔の曲の再リリースの噂が広まったが、実現していない。
2010年春に、ベンガボーイズは公式サイト、ツイッター、およびライブで、再結成シングルのタイトルが「Rocket To Uranus」(en) となること、シンガーソングライターのピート・バーンズとアメリカ人のペレス・ヒルトンを共作者として起用することを発表した。この曲は2010年6月に母国オランダだけでリリースされた。他の国でのリリース予定は未定である。
世界に先駆けた新曲公開は2010年6月4日にオランドのラジオ局 "Radio 538" で行なうと彼らはツイッターで発表した。また、ビデオ公開は同6日にオランダのテレビ局 TMF で行なうと発表した。
2011年12月9日にはオーストラリアでベスト版がリリースされる。
ベンガボーイズはイギリスに熱狂的なファン達がおり、毎年の英国ツアーをスコットランド・グラスゴーにて、電飾されたレンフルー・フェリーで締めくくることが多い。

## ディスコグラフィ

### アルバム
スタジオ・アルバム
- ザ・パーティ・アルバム! (1998)
- プラチナ・アルバム (2000)

コンピレーション・アルバム
- Greatest Hits Part 1 (1999)
- The Best of Vengaboys (2011)

リミックス・アルバム
- The Remix Album (2000)

### シングル
- パラダ・デ・テッタス (1997)
- ブラジルへ! (1998)
- アップ&ダウン (1998)
- 夏だ!ベンガだ!パーティだ! (1998)
- ブン・ブン・ブン・ブン!! (1998)
- イビサへいこう (1999)
- キッス (1999)
- シャララ ララ (2000)
- ジャマイカのジョンおじさん (2000)
- チーカ・バウ・バウ (2000)
- フォーエヴァー・アズ・ワン (2001)
- Rocket to Uranus (2010)

その他
- Megamix (1999)

## 受賞
| 先代 不明 | ワールド・ミュージック・アワード ダンス・グループ部門 2001年5月2日 - 2003年10月12日 | 次代 T.A.T.u. |